# Ceratopsyche macleodi
Ceratopsyche macleodi är en nattsländeart som först beskrevs av Oliver S. Flint Jr. 1965.  Ceratopsyche macleodi ingår i släktet Ceratopsyche och familjen ryssjenattsländor. Inga underarter finns listade i Catalogue of Life.